# Ratamosa, Texas
Ratamosa là một nơi ấn định cho điều tra dân số (CDP) thuộc quận Cameron, tiểu bang Texas, Hoa Kỳ. Năm 2010, dân số của nơi này là 254 người.

## Dân số
- Dân số năm 2000: 218 người.
- Dân số năm 2010: 254 người.